# کارل بنز
کارل فریدریش بنز (به انگلیسی: Carl Friedrich Benz)(زادهٔ ۲۵ نوامبر ۱۸۴۴ - درگذشتهٔ ۴ آوریل ۱۹۲۹) مهندس خودرو و طراح موتور خودرو بود که به دلیل اختراع خودروی بنزین‌سوز و بنیان‌گذاری شرکت مرسدس بنز مشهور است.

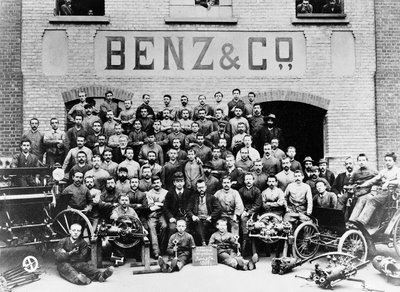
پرسنل کارخانه بنز اند سی در مانهایم.

شرکت او بنز و سی - مستقر در مانهایم - نخستین کارخانه خودروسازی جهان و بزرگ‌ترین کارخانه در آن زمان بود.  در سال۱۹۲۶ با دایملر موتورن گزلشافت ادغام شد و دایملر-بنز را تشکیل داد ، که مرسدس بنز را در میان مارک های دیگر تولید می کند.
بنز به طور گسترده به عنوان "پدر ماشین"،  و همچنین "پدر صنعت خودرو" در نظر گرفته می شود. 
او در مولبورگ در کارلسروهه به دنیا آمد و در لادنبورگ چشم از جهان فروبست.

## آغاز زندگی

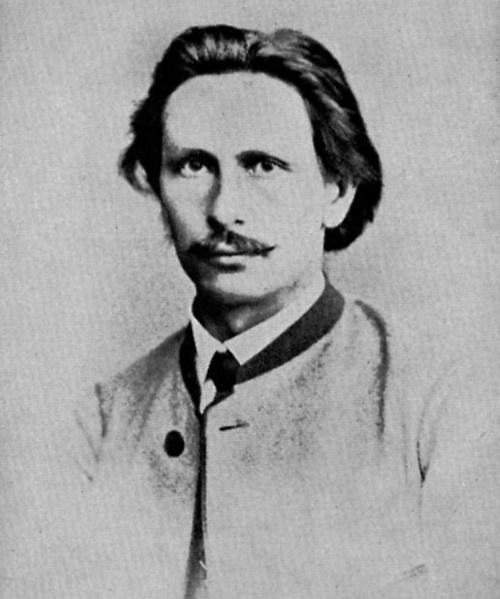
کارل بنز در ۲۵ سالگی. ۱۸۶۹.

کارل در ۲۵ نوامبر ۱۸۴۴ در کارلسروهه از یک رابطهٔ غیررسمی بدنیا آمد. کارل بنز با نام اصلی کارل فردریش مایکل وایلانت متولد شد، در مولبورگ، اکنون یک منطقه از کارلسروهه، بادن-وورتمبرگ، که بخشی از آلمان مدرن است، از ژوزفین وایلانت و یک راننده لوکوموتیو، یوهان گئورگ بنز، که چند ماه بعد با او ازدواج کرد. طبق قوانین آلمان، این کودک با ازدواج قانونی والدینش بنز و وایلانت نام «بنز» را به دست آورد. هنگامی که او دو ساله بود، پدرش بر اثر ذات الریه درگذشت ، [۵] و نام وی به یاد پدرش به کارل فردریش بنز تغییر یافت.
مادرش علی‌رغم زندگی در فقر، تلاش کرد تا آموزش خوبی به او بدهد. کارل در مدرسه محلی گرامر در کارلسروهه تحصیل می‌کرد و دانش آموز ولخرجی بود. در سال ۱۸۵۳، در سن نه سالگی او در لیسه با گرایش علمی شروع به کار کرد. وی در سال ۱۸۶۰ به تحصیل در دانشگاه پلی تکنیک در کارلسروهه روی آورد.او در دانشگاه درسی درباره ماشین michine انتخاب کرد و تحت نظر فردیناند ردنباخر تحصیل کرد.

## زندگی حرفه ای
کارل در سال ۱۸۶۴ به عنوان کمک مکانیک در کارخانه فنی کارلسروهه استخدام شد. بعدتر در ۱۸۶۶ به عنوان نقشه‌کش و مهندس طراح در شرکت «مسرز شوایزر» در مانهایم استخدام شد؛ و در سال ۱۸۶۸ طراحی یک موتور در «مسرز بن کیزر» در «پی فورژیم» را انجام داد.
کارل در سال ۱۸۷۱ کارگاه صنعتی «کارل بنز و اوت ریتر» را در «مانهایم» تأسیس کرد؛ و در سال ۱۸۷۲ شرکت را به نام کارخانه ذوب آهن کارل بنز تغییر نام داد. 
کارل در ۱۸۷۸ آغاز بکار بر روی نخستین موتور ۲ زمانه را در شب سال نو انجام داد.
در سال ۱۸۸۲ شرکت را به «شرکت نفتی مانهایم» تغییر نام داد و برای مدت کوتاهی کناره‌گیری موقت کرد.

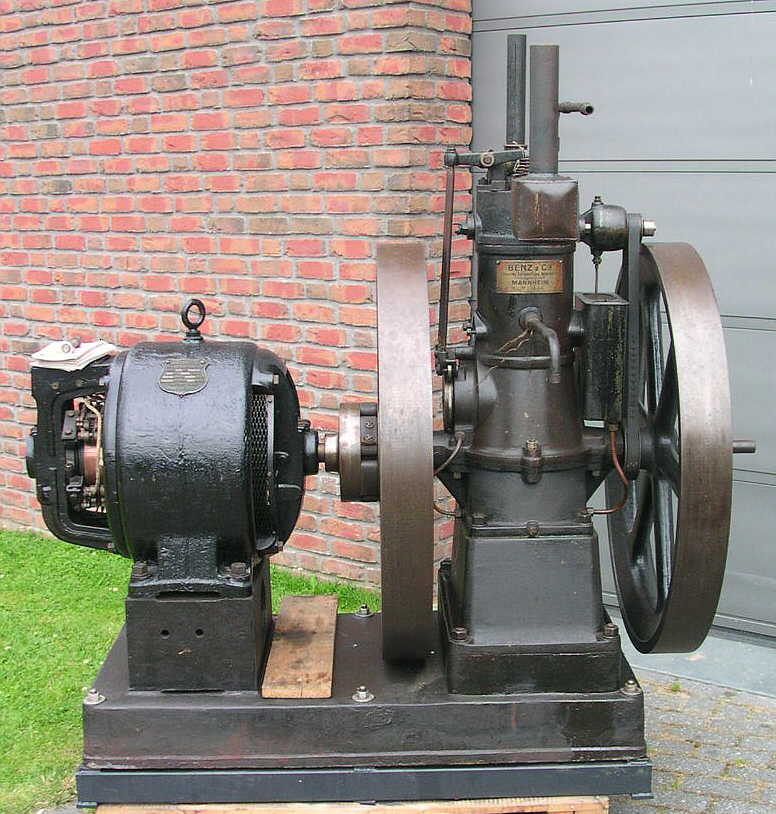
نمونه موتور دوزمانه کارل بنز ساخته شده در بنز اند سی.

در سال ۱۸۸۳ کمپانی «بنز و سی» را در «مانهیم» تأسیس کرد.
در سال ۱۸۸۶ نخستین ماشین بنزینی جهان با سه چرخ با استفاده از یک موتور تک سیلندر چهارزمانه با توان ۰٫۶۹ اسب بخار (حدود ۴۹۲ وات) با حداکثر سرعت ۲۵۰ دور بر دقیقه (۱۶ کیلومتر بر ساعت) را ساخت.
در ۲۹ ژانویه سال ۱۸۸۶ وی درخواست ثبت اختراع خود را برای تولید یک ماشین ۳ چرخه با سوخت بنزین اعلام نمود. در سوم ژوئیه وی با ماشین سه چرخ در سطح شهر حرکت کرد.
در ۲۹ فوریه ۱۸۸۶ نخستین خودروی مدرن جهان توسط مهندس کارل بنز ساخته شد.

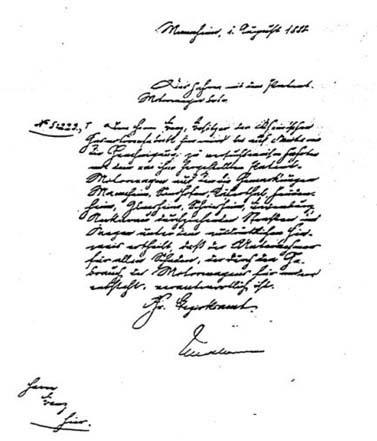
مجوز رسمی برای بهره برداری از بنزپتنت موتور واگن در جاده های عمومی که در 1اوت 1888 صادر شده. نخستین گواهی نامه رانندگی جهان.

در سال ۱۸۸۸ کارل بنز نخستین گواهینامه رانندگی جهان را دریافت کرد. در همان سال همسر بنز نخستین رانندگی طولانی مدت با ماشین را از شهر مانهایم (Mannheim) به شهر زادگاهش فورتزهایم (Pforzheim) به مسافت ۱۰۴ کیلومتر و به مدت ۱۲ ساعت و ۵۷ دقیقه با موفقیت به پایان رساند.
در سال ۱۸۹۳ نخستین خودروی چهار چرخ که دارای اکسل بود را تولید کرد.
کارل در سال ۱۸۹۵ نخستین اتوبوس را ساخت، کمی بزرگتر از نمونه‌های سواری بود و تقریبا ۷ یا ۸ مسافر حمل میکرد و در آلمان بین ۳ شهر شروع به تردد کرد.
کارل در سال ۱۸۹۶ موتور تخت یا باکسر را اختراع کرد.در این نوع موتور زاویه بین پیستونها داخل سیلندر ۱۸۰ درجه میباشد و موتور ۱۸۰ درجه نیز نامیده میشود. این نوع موتور هنوز هم در خودروهایی مانند پورشه  سوبارو ویا موتور سیکلت همچون هارلی دیویدسون مورد استفاده قرار میگیرد.
در سال ۱۹۰۳ کارل بنز از شرکت «بنز و سای» (Benz & Cie. AG) علی‌رغم موفقیت چشمگیر شرکت انصراف داد.
در سال ۱۹۰۵ کارل به لادنبرگ نقل مکان کرد.
در سال ۱۹۰۶، شرکت «کارل بنز و پسران» را در لادنبورگ تأسیس کرد.
در سال ۱۹۲۶–۱۹۰۴، کارل به عنوان عضو افتخاری شرکت «بنز وسای» انتخاب شد.
در سال ۱۹۱۲، وی از عضویت در شرکت «کارل بنز و پسران» کناره‌گیری کرد.
در سال ۱۹۲۹–۱۹۲۶، کارل به عنوان عضو اصلی شرکت دایملر بنز «ای جی» انتخاب شد.

## ازدواج

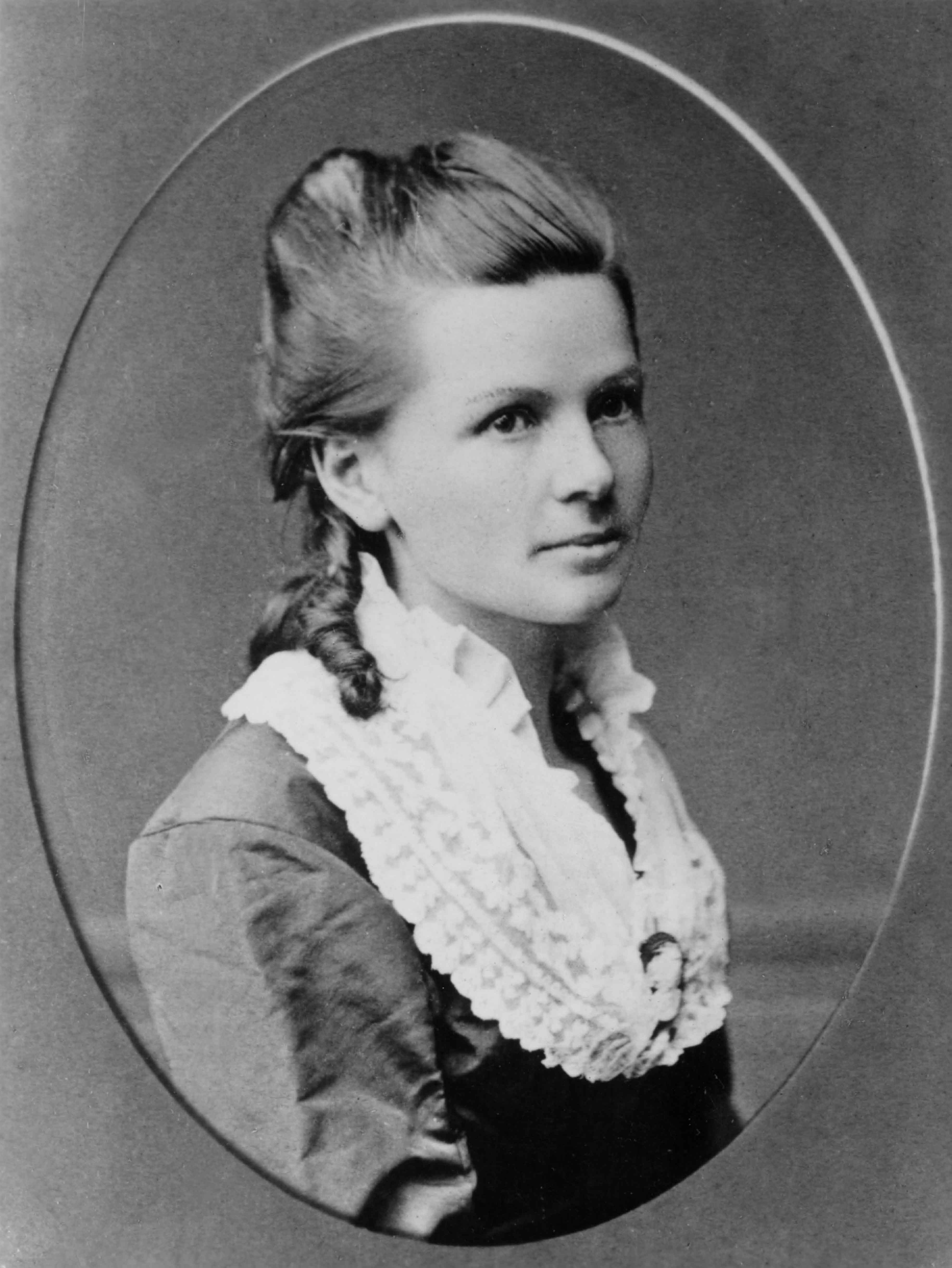
برتا رینگر در ۲۱ سالگی، سال۱۸۷۰.

کارل در سال ۱۸۷۲ با «برتا رینگر» ازدواج کرد.

## مدرک تحصیلی
در سال ۱۹۱۴ مدرک دکترای افتخاری از سوی داشنگاه فنی کارلسروهه به کارل اعطا شد.
در سال ۱۹۲۸ مدرک «بادن استیت» به او اعطا شد.

## افتخارات
افتخار اختراع نخستین خودروی مدرن به کارل بنز، یکی از بنیان‌گذاران مرسدس بنز، نسبت داده می‌شود.

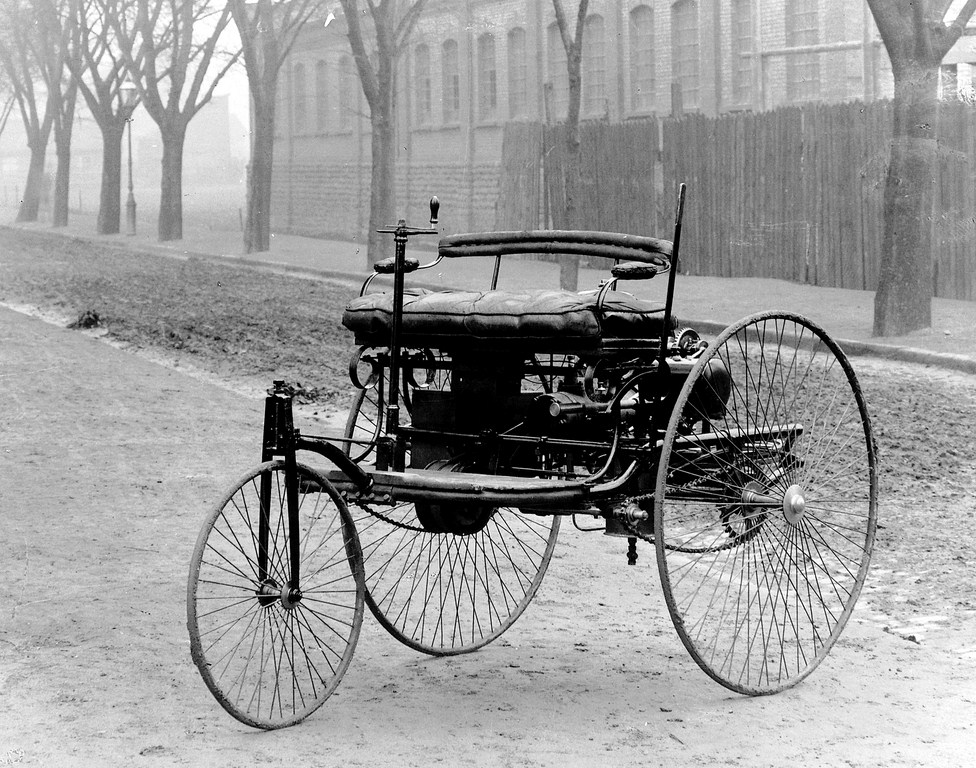
اتومبیل کارل بنز ۱۸۸۵
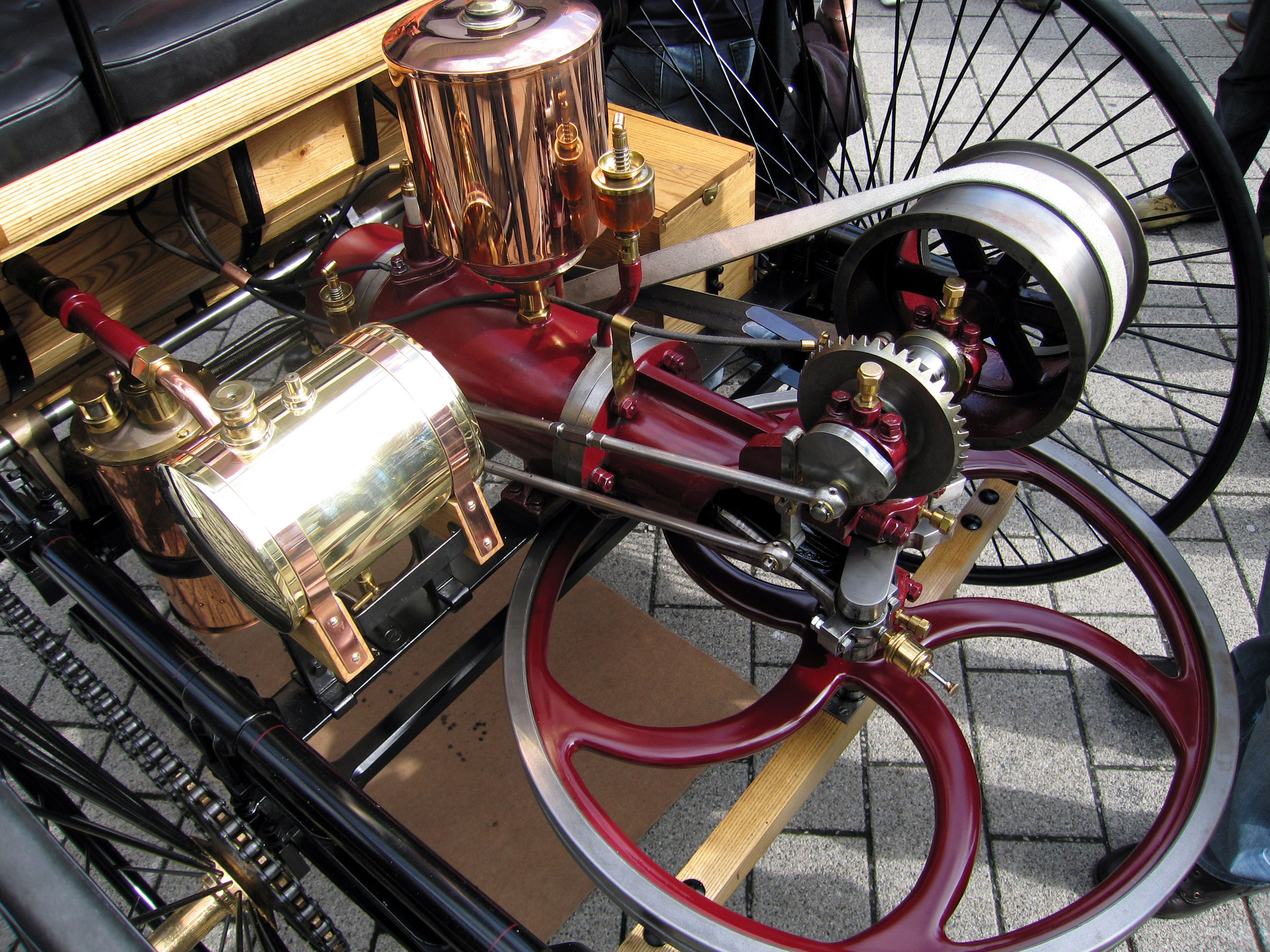
موتور نخستین نمونه بنز

۲۹ فوریه ۱۸۸۶ تاریخ تولد نخستین خودروی جهان توسط مهندس کارل بنز